# Mobiloil Inlet
Das Mobiloil Inlet ist eine vereiste Bucht an der Bowman-Küste des Grahamlands auf der Antarktischen Halbinsel. Sie liegt zwischen den Rock Pile Peaks und der Hollick-Kenyon-Halbinsel. Einige Gletscher fließen in nordöstlicher und östlicher Richtung in die Bucht.
Entdeckt wurde sie durch den australischen Polarforscher Hubert Wilkins bei einem Überflug am 20. Dezember 1928. Wilkins benannte sie nach einem Schmiermittel der Vacuum Oil Company.